# جيف مارتن (مغني)
جيف مارتن هو مغني وكاتب أغاني ومنتج أسطوانات كندي، ولد في 2 أكتوبر 1969 في وندسور في كندا.

## وصلات خارجية
- جيف مارتن على موقع IMDb (الإنجليزية)
- جيف مارتن على موقع ميوزك برينز (الإنجليزية)
- جيف مارتن على موقع أول ميوزيك (الإنجليزية)
- جيف مارتن على موقع ديسكوغز (الإنجليزية)